# Shimon Peres
Shimon Peres (2. august 1923 – 28. september 2016) var en israelsk politiker, forhenværende premierminister og fra 2007-14 var han præsident i Israel. Han kommer oprindeligt fra Wienawa, Polen (nu Vishniev i Hviderusland). I 1934 udvandrede hans familie til Tel Aviv. Han var Israels 8. premierminister fra 1984-86 og igen fra 1995-96, samt udenrigsminister fra 2001-02. Den 15. juli 2007 tiltrådte han som Israels præsident, et embede han på dato fratrådte syv år senere. 
Han modtog sammen med Yitzhak Rabin og Yasser Arafat Nobels Fredspris I 1994.  

## Politisk karriere
Peres blev i 1959 valgt ind i Knesset for Mapei. Fra 1959-1965 var han viceforsvarsminister. Han blev tvunget til at træde tilbage pga. sin rolle i Lavon-skandalen og forlod derefter Mapei for at danne et nyt parti, Rafi. Partiet indgik i 1968 sammen med Mapei i koalitionspartiet Alignment (forløberen til Arbejderpartiet).
I 1969 blev han minister for indslusning af jødiske indvandrere. Fra 1970 var han minister for kommunikation og transport, og i 1974 blev han forsvarsminister i Yitzhak Rabins første regering. Han forsatte i denne periode med at være udfordrer til Yitzhak Rabins lederskab og premierministerposten. I 1977 overtog Peres posten som partiformand, og uofficielt var han fungerende premierminister forud for valget til Knesset, efter at Rabin var tvunget til at træde tilbage, pga. hans kone i modstrid med daværende israelsk politik havde udenlandske bankkonti. Valget blev ikke den store succes for Peres, og betød at Alignment tabte sit første valg nogensinde til Likud og Menachem Begin.
Peres blev (for første gang officielt) israelsk premierminister i 1984 i en koalition mellem Alignment og Likud, men i 1986 byttede han plads med Likuds leder, Yitzhak Shamir, og blev i stedet udenrigsminister.
Peres forblev leder af Alignment indtil 1992, hvor partiet skiftede navn til Arbejderpartiet, og hvor Yitzhak Rabin overtog formandsposten. Efter mordet på Rabin i 1995 blev Peres imidlertid endnu engang leder og premierminister. I 1996 tabte han dog premierministervalget til Benjamin Netanyahu med mindre end 1% af stemmerne, og herefter mistede han også formandskabet i partiet til Ehud Barak.
I den korte periode 2001-02 var Peres udenrigsminister i en ny koalitionsregering mellem Likud og Arbejderpartiet, som Arbejderpartiet forlod forud for valget den 28. januar 2003. Herefter blev Peres igen leder af Arbejderpartiet, indtil han den 30. november 2005 bekendtgjorde, at han forlod Arbejderpartiet for at tilslutte sig Ariel Sharons nye midterparti Kadima.
I 2006 blev Peres vicepremierminister samt minister for udvikling af Negev og Galilæa. Den 13. juni 2007 valgte Knesset ham til ny præsident, og han tiltrådte denne post 15. juli samme år.